# أوجهورود
أوجهورود أو هنقبر كما سماها الإدريسي ((بالأوكرانية: Ужгород)، نطق أوكراني: ‎[ˈuʒɦɔrɔd]‏)، هي مدينة تقع في غرب أوكرانيا على الحدود مع سلوفاكيا وبالقرب من الحدود مع المجر. وتعتبر المركز الإداري لزاكارباتيا أوبلاست. يبلغ عدد سكانها 115,449 نسمة اعتباراً من عام 2022.

## المناخ
يظهر الجدول التالي التغييرات المناخية على مدار السنة لأوجهورود:
| البيانات المناخية لـأوجهورود      | البيانات المناخية لـأوجهورود | البيانات المناخية لـأوجهورود | البيانات المناخية لـأوجهورود | البيانات المناخية لـأوجهورود | البيانات المناخية لـأوجهورود | البيانات المناخية لـأوجهورود | البيانات المناخية لـأوجهورود | البيانات المناخية لـأوجهورود | البيانات المناخية لـأوجهورود | البيانات المناخية لـأوجهورود | البيانات المناخية لـأوجهورود | البيانات المناخية لـأوجهورود | البيانات المناخية لـأوجهورود |
| الشهر                             | يناير                        | فبراير                       | مارس                         | أبريل                        | مايو                         | يونيو                        | يوليو                        | أغسطس                        | سبتمبر                       | أكتوبر                       | نوفمبر                       | ديسمبر                       | المعدل السنوي                |
| --------------------------------- | ---------------------------- | ---------------------------- | ---------------------------- | ---------------------------- | ---------------------------- | ---------------------------- | ---------------------------- | ---------------------------- | ---------------------------- | ---------------------------- | ---------------------------- | ---------------------------- | ---------------------------- |
| الدرجة القصوى °م (°ف)             | 13.3 (55.9)                  | 17.2 (63.0)                  | 25.4 (77.7)                  | 29.7 (85.5)                  | 33.4 (92.1)                  | 35.0 (95.0)                  | 38.6 (101.5)                 | 38.4 (101.1)                 | 35.9 (96.6)                  | 26.1 (79.0)                  | 23.3 (73.9)                  | 15.6 (60.1)                  | 38.6 (101.5)                 |
| متوسط درجة الحرارة الكبرى °م (°ف) | 1.3 (34.3)                   | 3.7 (38.7)                   | 9.8 (49.6)                   | 16.7 (62.1)                  | 22.0 (71.6)                  | 24.6 (76.3)                  | 26.9 (80.4)                  | 26.6 (79.9)                  | 21.2 (70.2)                  | 15.4 (59.7)                  | 8.3 (46.9)                   | 2.7 (36.9)                   | 14.9 (58.8)                  |
| المتوسط اليومي °م (°ف)            | −1.7 (28.9)                  | −0.1 (31.8)                  | 5.0 (41.0)                   | 11.0 (51.8)                  | 16.1 (61.0)                  | 18.8 (65.8)                  | 20.9 (69.6)                  | 20.3 (68.5)                  | 15.5 (59.9)                  | 10.3 (50.5)                  | 4.7 (40.5)                   | −0.2 (31.6)                  | 10.1 (50.2)                  |
| متوسط درجة الحرارة الصغرى °م (°ف) | −4.8 (23.4)                  | −3.7 (25.3)                  | 0.6 (33.1)                   | 5.5 (41.9)                   | 10.4 (50.7)                  | 13.1 (55.6)                  | 15.0 (59.0)                  | 14.5 (58.1)                  | 10.3 (50.5)                  | 5.7 (42.3)                   | 1.4 (34.5)                   | −3.0 (26.6)                  | 5.4 (41.7)                   |
| أدنى درجة حرارة °م (°ف)           | −28.2 (−18.8)                | −26.3 (−15.3)                | −17.5 (0.5)                  | −6.9 (19.6)                  | −4.4 (24.1)                  | 1.5 (34.7)                   | 5.4 (41.7)                   | 4.4 (39.9)                   | −2.2 (28.0)                  | −9.3 (15.3)                  | −21.8 (−7.2)                 | −24.7 (−12.5)                | −28.2 (−18.8)                |
| الهطول مم (إنش)                   | 54 (2.1)                     | 50 (2.0)                     | 43 (1.7)                     | 49 (1.9)                     | 74 (2.9)                     | 75 (3.0)                     | 78 (3.1)                     | 73 (2.9)                     | 73 (2.9)                     | 56 (2.2)                     | 57 (2.2)                     | 68 (2.7)                     | 752 (29.6)                   |
| متوسط الأيام الممطرة              | 11                           | 10                           | 13                           | 15                           | 16                           | 16                           | 15                           | 13                           | 13                           | 13                           | 14                           | 13                           | 162                          |
| متوسط الأيام المثلجة              | 14                           | 12                           | 5                            | 1                            | 0.03                         | 0                            | 0                            | 0                            | 0                            | 0.3                          | 5                            | 12                           | 49                           |
| متوسط الرطوبة النسبية (%)         | 82                           | 76                           | 67                           | 62                           | 65                           | 68                           | 67                           | 69                           | 73                           | 76                           | 80                           | 83                           | 72                           |
| ساعات سطوع الشمس الشهرية          | 59                           | 87                           | 142                          | 190                          | 246                          | 249                          | 274                          | 253                          | 192                          | 151                          | 63                           | 46                           | 1٬952                        |
| المصدر #1: Pogoda.ru.net          |                              |                              |                              |                              |                              |                              |                              |                              |                              |                              |                              |                              |                              |
| المصدر #2: NOAA (sun, 1961–1990)  |                              |                              |                              |                              |                              |                              |                              |                              |                              |                              |                              |                              |                              |

## توأمة
لأوجهورود اتفاقيات توأمة مع كل من:
- ساتو ماري
- بيكيسكسابا
- نيرغهازا (1971 - )
- زومباثلي
- كورفاليس
- دارمشتات (1992 - )
- كوشيتسه
- كروسنو [الإنجليزية]‏
- Jarosław [الإنجليزية]‏
- موسكو
- أوريول
- بولا
- ميخالوفتسي

## أعلام
- إستفان ساندور
- جيورجي ساندور
- تيتيانا ترهوبوفا
- فلاديمير كومان
- جوزيف كروكسكو

## روابط خارجية
- الموقع الرسمي